# 梅利·梅塔
梅利·梅塔（Mehli Mehta，1908年9月25日—2002年10月19日），印度指挥家、小提琴演奏家。他生于印度孟买的一个富商家庭，偶然接触音乐之后走上音乐之路。他自学了小提琴，之后在英国三一音乐学院学习，归国后创办了印度首个本土交响乐团孟买交响乐团，亲自担任首席小提琴，后来出任乐团指挥。之后，他在美国师从伊凡·加拉米安学习小提琴，在英国向约翰·巴比罗利学习指挥。在美国，他加入了柯蒂斯弦乐四重奏组。1964年，梅利·梅塔受聘担任加州大学洛杉矶分校管弦乐系主任。不久，他创建全美青年交响乐团，担任乐团首席指挥达33个乐季。他的两个儿子祖宾·梅塔和扎林·梅塔都是音乐家。

## 生平
梅利·梅塔生于印度西海岸港口城市孟买，父母都是帕西人。梅塔家族是孟买的望族，家境富裕。梅利的父亲拥有一家棉花厂，家人原本期望梅利将来接管家中的生意，为此梅利·梅塔在孟買大學西德纳姆学院拿到了商学学士学位。然而，梅利偶然听到家中一张雅沙·海菲茨的唱片，被海菲茨的琴技打动，立志成为一名杰出的小提琴手。梅利找来一把小提琴，无专人指导自学演奏。梅利的儿子祖宾·梅塔称，梅利天赋过人，自学没多久便可以轻松演奏贝多芬的小提琴协奏曲。据祖宾·梅塔的说法，梅利开始学琴大约是在1920年前后。另一种说法是梅利5岁开始学琴。
由于当时印度缺乏音乐教育，梅利·梅塔远赴英国，到三一音乐学院学习。1929年，梅利学成归国。1935年，梅利创办了孟买交响乐团，这是印度史上首个本土交响乐团，梅利自任首席小提琴长达十年。乐团聘请的英国指挥离职后，梅利亲自担任指挥。1940年，梅利又创办了孟买弦乐四重奏组。后来，梅利·梅塔在1994年接受《洛杉矶时报》采访时提到，他在印度拉琴的25年间，没有印度教徒也没有穆斯林来观看演出，来听古典音乐的只有英国人和澳大利亚人。
1945年，梅利辞别妻子与两个幼子，只身前往美国就学，进入朱丽亚音乐学院，师从小提琴演奏家伊凡·加拉米安。加拉米安仅仅比梅利大五岁，这是一次破例收徒。梅利已届中年，琴艺无法与同门相比，他主要是想向加拉米安学习教学方法。1955年，梅利再度赴英，向约翰·巴比罗利学习指挥五年。巴比罗利当时是曼彻斯特哈雷管弦乐团的首席指挥，梅利则先后在哈雷管弦乐团中担任副首席和首席。梅利后来回忆说，整个指挥生涯中巴比罗利是对他影响最大的人。
离开曼彻斯特之后，梅利在1960年来到美国，加入柯蒂斯弦乐四重奏组，担任第二小提琴，在美国各地演出。1964年，加州大学洛杉矶分校聘请他担任管弦乐系主任兼校乐队指挥，梅利将妻子特米娜接到美国，自此定居洛杉矶。这时他早已年过五十，儿子祖宾·梅塔也已成为知名指挥家。来到洛杉矶刚两个月，梅利就以加州大学洛杉矶分校管弦乐系学生为班底，组建了全美青年交响乐团，梅利亲自出任艺术总监兼首席指挥。当时加州大学洛杉矶分校管弦乐系主要关注音乐史和民族音乐学的研究，并不专门培养演奏家。梅利曾说，创办全美青年交响乐团的目标就是培养年轻人让他们将来可以进入顶级乐团。乐团的成员大多是16至25岁的年轻人，梅利的年龄是他们的三四倍。之后的33个乐季，梅利·梅塔带领这只乐团由默默无闻的小乐团成长为颇有名气的团体。全美青年交响乐团曾经的成员中，15人进入洛杉矶爱乐乐团，另有八十多人在欧洲和美国的乐团工作。1998年，90岁的梅利·梅塔从全美青年交响乐团退休。
除了任职加州大学洛杉矶分校和全美青年交响乐团，梅利还在1978年、1980年、1982年、1984年担任费城交响乐团的特邀指挥。他还曾担任过柏林广播交响乐团、以色列爱乐乐团等乐团的客座指挥。1983年，梅利首次在纽约卡内基音乐大厅指挥演出。
1995年、1996年，梅利·梅塔心脏病发作。随后，他接受了心脏搭桥手术。1998年5月，梅利·梅塔指挥全美青年交响乐团的告别演出上，一曲拉威尔的《圆舞曲》过后，梅利胸部疼痛，蹒跚走下指挥台，多亏除颤才保住性命。2001年底，梅利指挥全美青年交响乐团在加州大学洛杉矶分校勋伯格大厅演出理查·施特劳斯交响诗《死与净化》，并现场录音。2002年10月19日，梅利·梅塔因心脏病和衰老引发的其他病症在圣莫尼卡加州大学洛杉矶分校医疗中心逝世。葬礼上播放了《死与净化》的录音。

## 获奖与荣誉
加州艺术委员会曾授予他音乐艺术奖，南加州大学曾为他颁发大师作品奖，洛杉矶市长与市议会授予他荣誉市民称号。他还曾获得过美国弦乐教师奖。

## 纪念
为纪念父亲梅利，祖宾·梅塔在孟买设立了梅利·梅塔音乐基金会。